# Sallespisse
Sallespisse é uma comuna francesa na região administrativa da Nova Aquitânia, no departamento dos Pirenéus Atlânticos. Estende-se por uma área de 15,08 km². Em 2010 a comuna tinha 582 habitantes (densidade: 38,6 hab./km²).